# SN 2010kb
SN 2010kb – supernowa typu IIn odkryta 10 listopada 2010 roku w galaktyce A082047+3553. W momencie odkrycia miała maksymalną jasność 18,10m.